# Gold Heels
Gold Heels is een Amerikaanse dramafilm uit 1924 onder regie van W.S. Van Dyke.

## Verhaal
De aan lagerwal geraakte jockey Boots komt aan in een klein stadje. Hij wordt er verliefd op Pert Barlow en gaat aan de slag in de winkel van haar vader. Hij gaat ook een paard dresseren. Pert voert intussen campagne voor de bouw van een nieuw weeshuis. Wanneer het geld ervoor wordt gestolen, valt de verdenking op Boots. Zijn vrienden halen hem uit de gevangenis, zodat hij kan deelnemen aan de paardenrennen. Hij wint de wedstrijd en kan zijn naam zuiveren.

## Rolverdeling
| Acteur             | Personage   |
| ------------------ | ----------- |
| Robert Agnew       | Boots       |
| Peggy Shaw         | Pert Barlow |
| Lucien Littlefield | Push Miller |
| William Bailey     | Kendall jr. |
| Carl Stockdale     | Barlow      |
| Fred J. Butler     | Kendall sr. |
| Harry Tracy        | Tobe        |
| James Douglas      |             |
| Winifred Landis    |             |
| Catherine Craig    |             |
| Buck Black         |             |